# Inheritance – Ein dunkles Vermächtnis

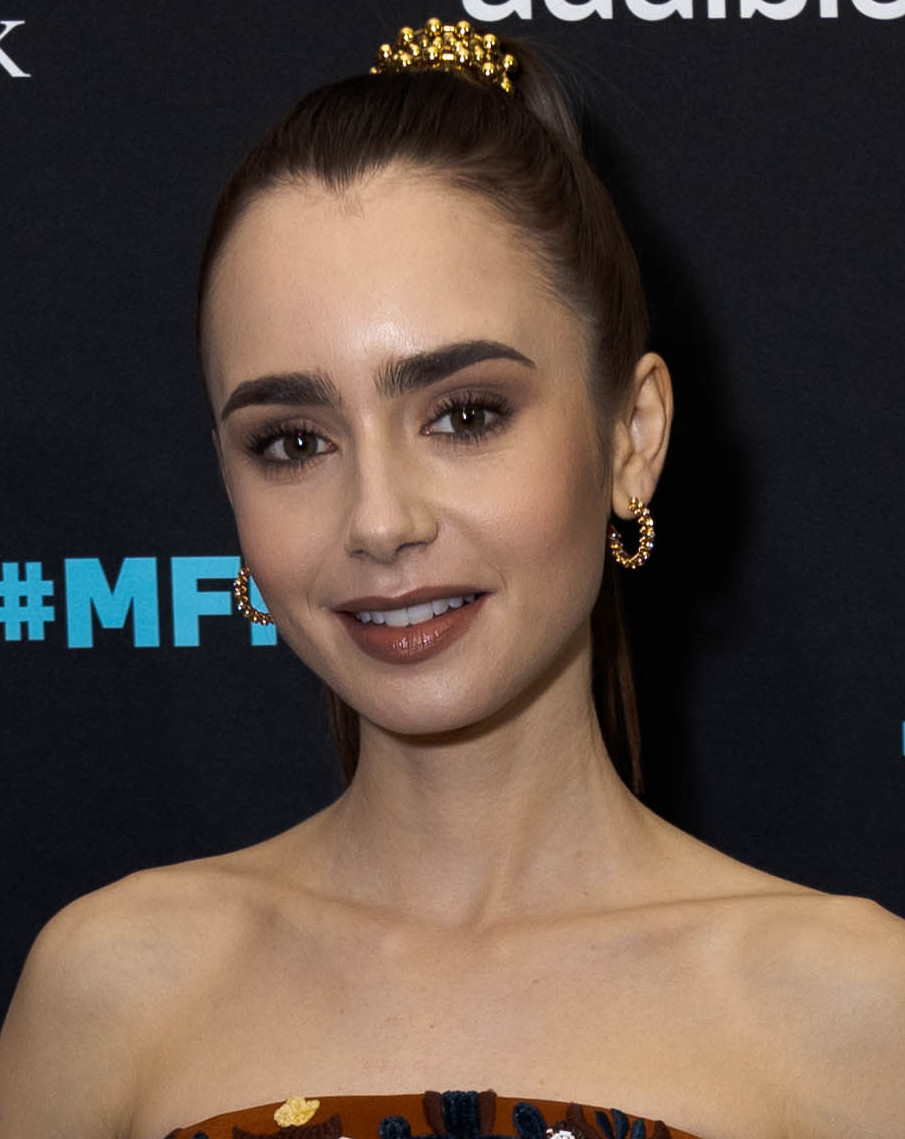
Lily Collins spielt Lauren Monroe (Foto von 2019)

Inheritance – Ein dunkles Vermächtnis (Originaltitel: Inheritance) ist ein US-amerikanischer Thriller aus dem Jahr 2020. Der Film hatte seine Weltpremiere am 20. April 2020 beim Tribeca Film Festival in den Vereinigten Staaten.

## Handlung
Der wohlhabende Archer Monroe stirbt in seinem Auto plötzlich an einem Herzinfarkt. In seinem Testament verteilt er sein Vermögen an Frau Catherine, Sohn William und Tochter Lauren. William ist Politiker, der gerade vor einer entscheidenden Wahl steht, Lauren Bezirksstaatsanwältin von Manhattan, die in einem wichtigen Prozess steckt. Lauren erhält aus dem Nachlass ein Video, in dem Archer ihr sagt, dass er ihr ein Geheimnis hinterlasse, über das sie mit niemandem sprechen dürfe. Die Information führen Lauren zu einem unterirdischen Bunker auf dem Anwesen der Monroes. Zu ihrer Überraschung trifft sie hier auf einen angeketteten Mann mit langen weißen Haaren, der hier seit 30 Jahren von Archer gefangengehalten wird.
Der Mann gibt sich als Morgan Warner aus, der mit Archer vor langer Zeit Geschäfte machte. Sie hätten damals eines Nachts nach einer Feier einen Unbekannten überfahren, den sie anschließend im Wald begruben. Damit das Verbrechen nicht an die Öffentlichkeit gelange, habe Archer ihn in den Bunker gesteckt. In den drei Jahrzehnten habe Archer seinem Gefangenen alle möglichen Familiengeschichten und -geheimnisse anvertraut. Lauren nimmt heimlich seine Fingerabdrücke, die sie zur weiteren Auswertung an einen Freund schickt. Auch geht Lauren Morgans Aussagen über ihre Familie nach. Sie macht die Geliebte Archers ausfindig und findet Belege für korruptes Verhalten ihres Vaters. Nachdem Lauren mit Morgan an die Stelle fährt, wo der Fußgänger begraben wurde, und sie dort dessen Überreste findet, ist sie überzeugt, dass Morgan zu Unrecht im Bunker saß und sie ihn freilassen muss. Mithilfe des Familienanwalts Harold lässt Lauren ein Offshore-Bankkonto einrichten und einen Privatjet chartern, um Morgan die Reise ins Ausland zu ermöglichen.
Als Lauren ins Familienanwesen zurückkehrt, findet sie Catherine, die gerade den Briefumschlag mit der Identifizierung der Fingerabdrücke geöffnet hat. Sie erkennt in dem Mann allerdings nicht Morgan, sondern Carson, den sie als bösartig bezeichnet. Am Flughafen entdeckt Lauren, dass Harold ermordet und der Flug nie begonnen wurde. Zurück im Familienanwesen findet sie Catherine im Bunker vor, die von Carson überrascht wurde, der jetzt auch Lauren überwältigt. Sie erfährt, dass Carson Catherine vor 30 Jahren vergewaltigte. Archer wollte Carson daraufhin töten, wobei es zum Unfall mit dem Fußgänger kam. Daraufhin habe Archer Carson in den Bunker verbracht. Als Archer Carson vor einigen Tagen mit einer Giftspritze umbringen wollte, wurde er von diesem in einem Kampf damit gestochen und starb wenig später in seinem Auto. Carson enthüllt Lauren, dass er ihr biologischer Vater ist. Bei dem nachfolgenden Kampf gelingt es Catherine, Carson mit seiner Waffe zu erschießen. Die Frauen setzten den Bunker in Brand, um die Beweise der letzten 30 Jahre zu vernichten und dem Ruf der Familie nicht zu schaden.

## Synchronisation
Die deutsche Synchronisation übernahm die Wavefront Studios GmbH in München. Das Dialogbuch schrieb Mariah Walker, die Dialogregie übernahm Pascal Breuer.
| Rolle                         | Darsteller            | Synchronsprecher       |
| ----------------------------- | --------------------- | ---------------------- |
| Lauren Monroe                 | Lily Collins          | Kathrin Hanak          |
| Morgan Warner / Carson Thomas | Simon Pegg            | Götz Otto              |
| Catherine Monroe              | Connie Nielsen        | Elisabeth Günther      |
| William Monroe                | Chace Crawford        | Julian Manuel          |
| Archer Monroe                 | Patrick Warburton     | Josef Vossenkuhl       |
| Scott Monroe                  | Marque Richardson     | Sebastian Pappenberger |
| Claire Monroe                 | Mariyah Francis       | Franziska Hartmann     |
| Det. Emilio Sanchez           | Joe Herrera           | Patrick Schröder       |
| Eddie Parker                  | Lucas Alexander Ayoub | Bernhard Bozian        |
| Harold Thewlis                | Michael Beach         | Ole Pfennig            |
| Robert Haeven                 | Jim E. Chandler       | Manfred Trilling       |
| Sofia Fiore                   | Christina DeRosa      | Stefanie Dischinger    |
| Portier                       | N. N.                 | Alexander Pelz         |

## Veröffentlichung
In Deutschland wurde Inheritance – Ein dunkles Vermächtnis am 3. Dezember 2020 auf DVD und Blu-ray Disc veröffentlicht und am 19. März 2023 auf Tele 5 erstmals im Fernsehen gezeigt.

## Rezeption

### Kritiken
Das Lexikon des internationalen Films bewertet den Film insgesamt nur mit 1 von 5 möglichen Sternen und schreibt über den Thriller: „Die Prämisse des Thrillers ist durchaus reizvoll, doch scheitert der Film nicht allein an einem Plot, der ständig in Sackgassen landet, sondern auch am verzweifelten Versuch, darin politische Machtverhältnisse abzubilden. Die Darstellung der politischen Bühnen bleibt ebenso Staffage wie die Zeichnung der Figuren.“
Oliver Armknecht vergibt für den Film in seiner Besprechung auf film-rezensionen.de insgesamt 4 von 10 Punkten.

### Einspielergebnis
Der Film spielte weltweit ungefähr 0,3 Millionen US-Dollar ein.